# Гоголь ісландський
Гоголь ісландський (Bucephala islandica) — вид водних птахів родини качкових (Anatidae).

## Поширення
Основний ареал розмноження цього виду знаходиться вздовж західного узбережжя США від південної Аляски до північної Каліфорнії. Гніздові колонії також знаходяться в Лабрадорі (на сході Канади), на південному заході Гренландії та в Ісландії. Популяція в Гренландії, ймовірно, винищена. Деякі популяції (наприклад, в Ісландії) ведуть осілий спосіб життя, тоді як інші здійснюють тривалі міграції на зимівлю вздовж тихоокеанського узбережжя Аляски та Канади та північно-східного узбережжя Північної Америки.

## Опис
Довжина тіла 41–51 см, розмах крил 67–85 см, маса тіла близько 1100 г. Самець більший за самицю. Голова самця чорна з фіолетовим відтінком. Між чорним дзьобом і жовтим оком є біла пляма у формі півмісяця. На потилиці є чубчик з довгих пір'їн. Черево, шия, боки, грудка і хвіст чорні, з білими плямами. Голова самиці і молодняка коричневі; спина, боки і хвіст темні; дзьоб від жовтого до оранжевого. У польоті видно крила з чорними візерунками.